# Gager
Gager foi um município da Alemanha localizado no distrito de Rügen, estado de Mecklemburgo-Pomerânia Ocidental.
Pertencia ao Amt de Mönchgut-Granitz. Em 1 de janeiro de 2018, foi incorporado ao município de Mönchgut.